# Acacia pulchella
Espèce
Synonymes
- Acacia denudata var. spinosissima Meissner[1]
- Acacia pulchella var. hispidissima (uct. non (DC.) Meissner[1]
- Mimosa pulchella (R.Br.) Poir.[1]
- Racosperma pulchellum (R. Br.) Pedley[2]
- Racosperma pulchellum (R.Br.) Pedley[1]

Acacia pulchella est une espèce de plantes à fleurs de la famille des Fabacées. C'est un arbuste endémique de l'Australie-Occidentale.

## Description
C'est l'une des rares espèces d'Acacia à avoir de vraies feuilles, plutôt que de phyllodes. Ce sont des feuilles plumeuses, bipennées, avec des folioles jusqu'à 5 mm de long. À la base de chaque feuille se trouvent une ou deux épines. Les capitules sont jaune vif et sphériques avec un diamètre de 1 cm. La plante fleurit à la fin de l'hiver et au début du printemps.

## Répartition
C'est l'un des arbustes les plus communs du bush autour de Perth et de la chaîne Darling.

## Utilisation
Des recherches récentes suggèrent qu’A. pulchella pourrait, dans certains cas, supprimer le champignon pathogène Phytophthora cinnamomi.

## Liste des variétés
Selon Catalogue of Life (17 octobre 2019) :
- variété Acacia pulchella var. glaberrima
- variété Acacia pulchella var. goadbyi
- variété Acacia pulchella var. pulchella
- variété Acacia pulchella var. reflexa

## Galerie

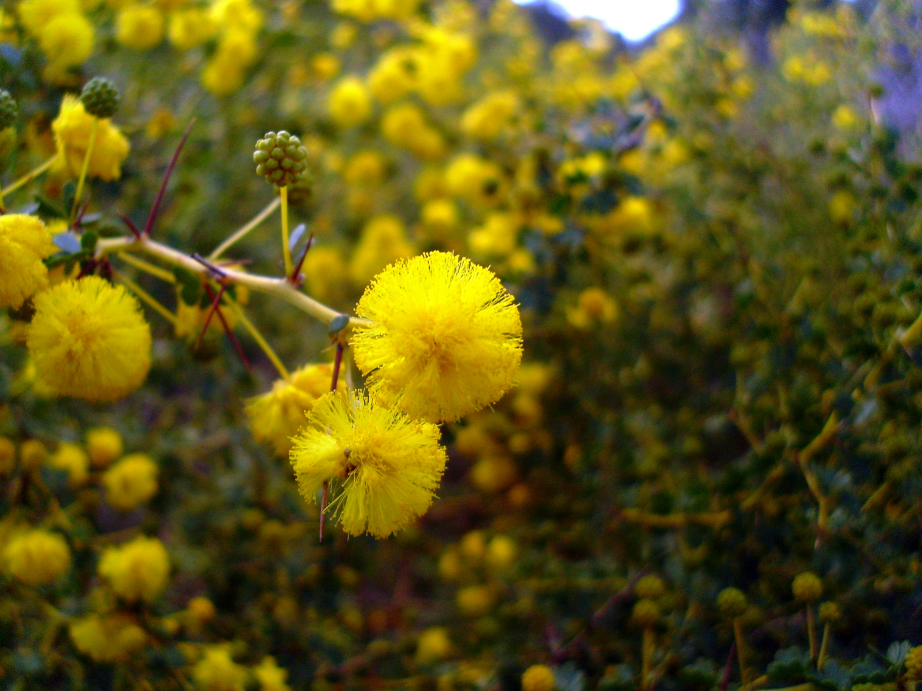